# Прорыв Готской линии

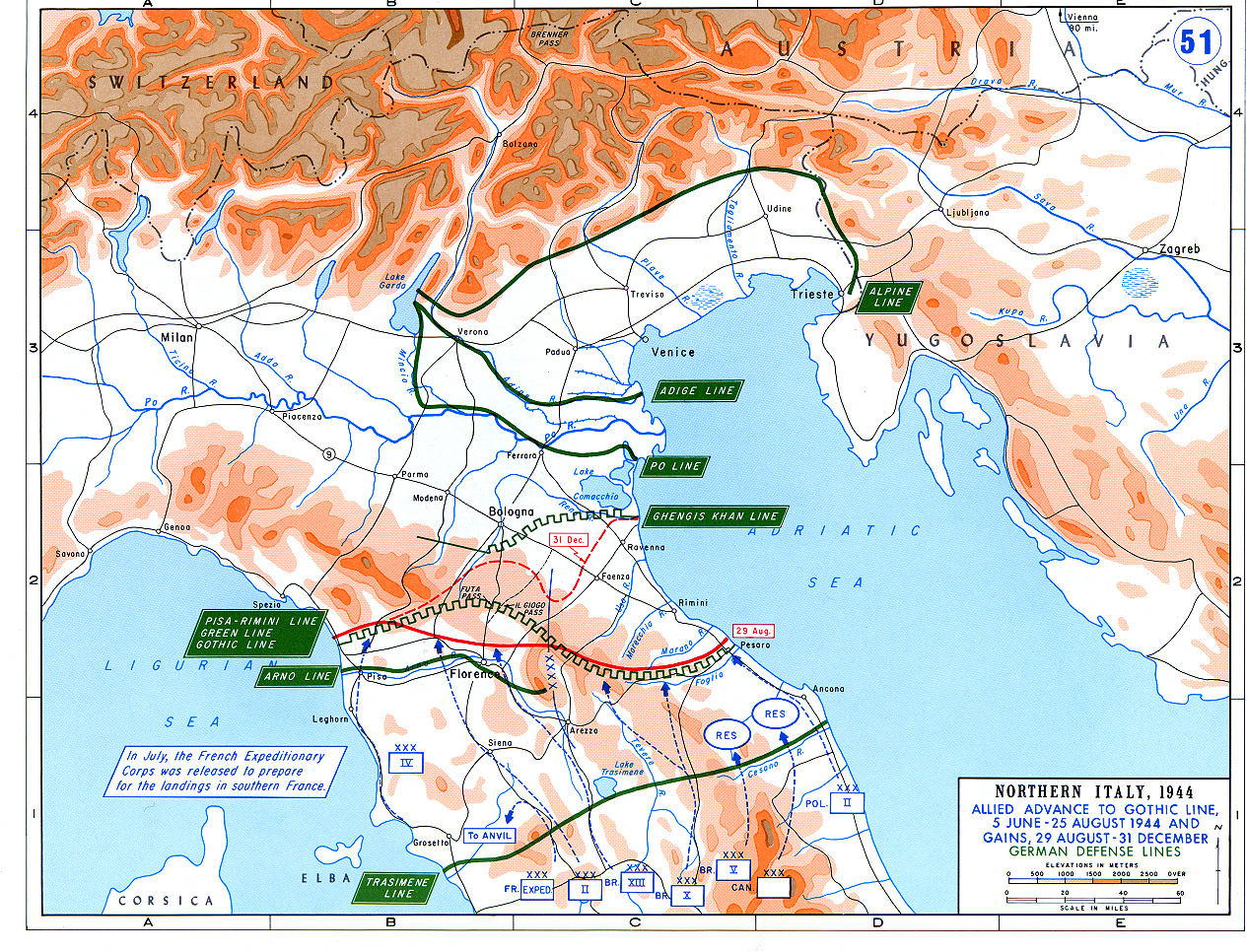
Карта наступления на Готской линии

Прорыв Готской линии (нем. Gotenstellung; итал. Linea Gotica; англ. Gothic Line) — военная операция союзников по прорыву оборонительного рубежа немецких войск в Северной Италии во время Второй мировой войны.

## Военно-стратегическая ситуация
4 июня 5-я американская армия без боя вступила в Рим. 19 июля она заняла Ливорно и вышла к реке Арно. Войска 8-й английской армии 13 августа вступили во Флоренцию, уже освобождённую силами движения Сопротивления. К середине августа союзные войска на всей протяженности фронта подошли к Готской линии, которая проходила по юго-западным скатам Апеннин до побережья Адриатического моря.
Союзное командование приняло решение подготовить прорыв этого рубежа. Англо-американское командование для проведения операции по прорыву Готской линии готовило крупные силы. 15-я группа армий, усиленная
несколькими соединениями, насчитывала 20 дивизий. Цель операции была определена в директиве от 5 июля 1944 г. Союзным войскам предстояло прорваться через Апеннинские горы, захватить промышленные районы
Северо-Западной Италии и сельскохозяйственные районы в долине реки По и тем самым оказать максимально возможную поддержку наступлению союзных сил во Франции.
Начало наступления 8-й армии назначалось в ночь на 26 августа, а 5-й армии — на неделю позже. Этот разрыв во времени объясняется стремлением привлечь одновременно основную массу тактической авиации для
обеспечения действий каждой армии по прорыву обороны противника па всю ее глубину.

## Наступление союзников
Наступление началось 25 августа. К исходу второго дня наступления войска 10-й армии, по выдержав огня артиллерии и ударов с воздуха, начали отход на заранее подготовленные позиции главной полосы обороны Готской линии, проходившей на этом участке по левому берегу реки Фолья (севернее Пизы на западе и севернее Равенны на востоке). Однако и здесь они из-за недостатка сил и огневых средств закрепиться не смогли. 29 августа союзные войска вновь обрушили на них всю мощь артиллерийского огня и авиационных ударов. Немецкие дивизии, ослабленные в предыдущих боях, были окончательно обескровлены. 31 августа канадские части, предприняв разведку боем, вклинились в оборону противника. Продолжая преследовать неприятеля, они с рассветом 3 сентября с ходу форсировали реку Конка и стали быстро продвигаться вдоль прибрежного шоссе на Римини. Используя успех канадцев, английские части преодолели немецкую оборону на реке Фолья и развили наступление на Сан-Марино.
Всё же, несмотря на массированные налёты авиации и интенсивный огонь артиллерии, наступление шло медленно. Германское командование, опасаясь глубокого прорыва 8-й английской армии вдоль побережья Адриатического моря в тыл группы армий «Ц», решило отвести свои войска на главную полосу обороны Готской линии. Войска же 5-й американской армии, не располагая данными об отступлении противника, преследование начали с запозданием. Переправившись 1 сентября через реку Арно восточнее города Пиза, они с трудом настигли отходившие неприятельские арьергарды. 5 сентября союзные войска подошли к новому рубежу немецкой обороны и, встретив здесь организованное сопротивление, прекратили наступление.
15-я группа армий в ходе десятидневного наступления правым флангом продвинулась на 20—40 км и вклинилась в главную полосу Готской линии, а центром и левым флангом за пять дней преследования
преодолела 15—20 км и вышла на подступы к ней.
В середине сентября после недельной паузы войска 15-й группы возобновили наступление. 20 сентября был взят Римини). Начавшиеся дожди ограничивали применение авиации и танков, и пехотные соединения продвигались очень медленно (1—2 км в сутки). За семнадцать дней боев на правом фланге они продвинулись на 20—30 км и были остановлены на рубеже Червия, Чезана. На узком участке союзные войска, прорвав главную полосу немецкой обороны, подошли к Фиренцуоле. К октябрю прорыв был значительно расширен, и американские войска уже находились в 25 км от Болоньи. Воспользовавшись сложившейся ситуацией, Кессельринг снял с побережья Адриатического моря лучшие свои дивизии и направил их против американских войск, наступавших с юга на
Болонью. В результате продвижение американцев было приостановлено в 8—15 км от города.
8-я английская армия, перейдя 20 октября в наступление, выбила противника из занимаемых им позиций. Медленно продвигаясь вперед, она в ноябре овладела Форли, а в декабре — Равенной и Фаэнцей. С выходом ее частей на рубеж севернее Равенны, Фаэнцы и Пизы наступление союзных войск прекратилось до весны 1945 года.

## Результаты
Цель наступательной операции англо-американских сил не была достигнута полностью. Союзники прорвали Готскую линию, но выйти в долину реки По не смогли.

## Готская линия сегодня
На землях, где проходила Готская линия, сегодня можно найти остатки окопов и укреплений, которые хотя и давно заброшены, но всё же узнаваемы. В городах и местах, которые были ареной боёв за Готскую линию, сегодня располагаются множество музеев и военных кладбищ. Например, Исторический музей Готской линии вблизи Пезаро, Международный центр документации Готской линии и «Тематический парк и Музей авиации» в Римини, Музей войны в Кастель-дель-Рио, Музей Второй мировой войны в Скарперии. Сохранилось множество мест, разбросанных вдоль старой трассы, где можно найти остатки оборонительных укреплений, сооружённых немцами по всему фронту, а также мемориалы обеих армий. Кроме того, есть памятные места, посвящённые двум массовым казням, совершённым немцами в период боёв за Готскую линию: бойне в Мардзаботто и бойне в Санта-Анна-ди-Стаццема.